# 橋田光雄
橋田 光雄（はしだ みつお、1946年12月30日 - ）は、日本の経営者。神戸新聞社社長を務めた。

## 経歴
兵庫県神戸市出身。1969年に関西学院大学商学部を卒業し、同年に神戸新聞社に入社。2001年に取締役に就任し、2004年2月に常務、2006年2月に専務を経て、2008年2月には社長に就任。2010年2月には相談役に退いた。